# Rieux-Volvestre
Rieux-Volvestre (occitanska: Rius) är en kommun i departementet Haute-Garonne i regionen Occitanien i södra Frankrike. Kommunen ligger i kantonen Rieux-Volvestre som tillhör arrondissementet Muret. År 2022 hade Rieux-Volvestre 2 625 invånare.

## Befolkningsutveckling
Antalet invånare i kommunen Rieux-Volvestre
Referens:INSEE